# Forum per la Democrazia
Forum per la Democrazia (in olandese Forum voor Democratie) è un partito politico olandese di ispirazione fortemente euroscettica e conservatrice, fondato il 22 settembre 2016.
Leader del partito è il giurista e giornalista Thierry Baudet.

## Storia

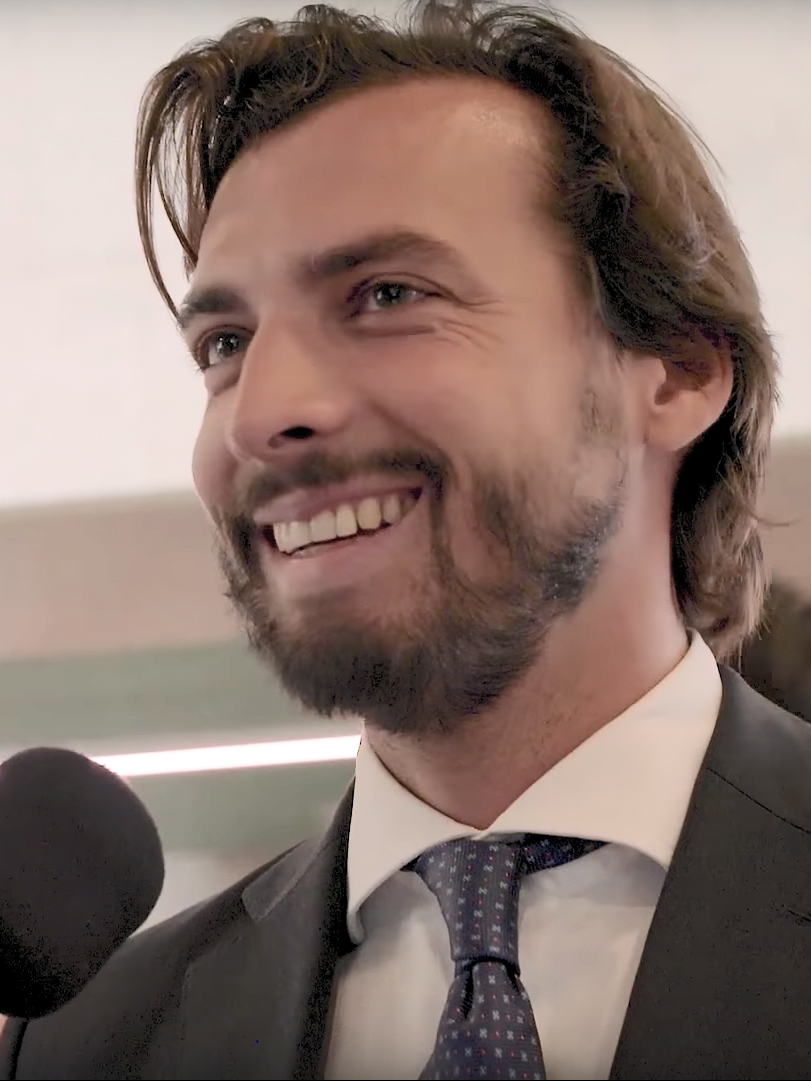
Thierry Baudet, fondatore e leader del partito

Forum per la Democrazia è stato fondato come think tank; è diventato un partito nel settembre 2016, quando ha espresso la volontà di presentarsi alle elezioni legislative del 2017, dove ha ottenuto l'1,8% e 2 seggi alla Camera bassa.
Nelle elezioni provinciali del 2019, il partito ottiene ottantasei seggi sparsi per le dodici regioni dei Paesi Bassi. In Olanda Settentrionale, Olanda Meridionale e Flevoland FvD è il primo partito, mentre nelle altre province si è piazzato al secondo o al terzo posto.
Alle elezioni europee del 2019 entra nel Parlamento europeo con 3 seggi, dopo aver ottenuto il 10,96%. Aderisce al gruppo dei Conservatori e dei Riformisti Europei.
Nell'aprile 2020 il partito fu al centro di scandali legati, tra l'altro, ai legami tra l'ala giovanile del partito e la destra alternativa. Il leader del partito, Thierry Baudet, si dimise, ma fu riconfermato presidente del partito dalla maggioranza dei delegati. Nel dicembre 2020 i tre eurodeputati eletti abbandonarono il Forum per la Democrazia in segno di protesta, aderendo in blocco al partito nazionale JA21 Juiste Antwoord 2021. Anche sette senatori abbandonarono il partito.
In data 01.02.2020 è proclamata eletta Dorien Rookmaker per una ridistribuzione parziale dei seggi a seguito della Brexit, ma anch'essa nel frattempo aveva abbandonato il Forum per la Democrazia.
Nell'aprile 2020, il partito ha vissuto una serie di controversie che hanno coinvolto membri della leadership giovanile del FvD che hanno compiuto gesti di razzismo, omofobia e apologia del regime nazista. Baudet è anche accusato di sostenere complotti antisemiti, cosa che lui nega. Il direttivo del FvD ha dichiarato di aver preso "inequivocabilmente" e "fino a nuovo avviso" le distanze dall'ala giovanile del partito, che non è più ufficialmente riconosciuta. Questo ha portato all'estromissione di Baudet da capo del FvD, che si è dimesso temporaneamente. Nel dicembre 2020, è stato annunciato che Baudet è tornato alla guida del partito e che guiderà il FvD alle elezioni generali olandesi 2021.

## Ideologia
Il Forum per la Democrazia è un partito nazional-conservatore, liberal-conservatore, fortemente euroscettico e populista di destra. Sulla sua piattaforma ufficiale si definisce un 'movimento' e non un partito politico, interessato a proteggere la sovranità dei Paesi Bassi, la loro identità e la proprietà intellettuale. Il partito propone una politica più severa in materia di immigrazione, e si oppone all'Unione europea. Inoltre, il FvD si oppone all'idea del riscaldamento globale, sostenendo che più anidride carbonica c'è nell'ambiente, meglio è perché essa è un nutriente per le piante. Il quotidiano olandese Het Financieele Dagblad ha evidenziato l'eterogeneità del movimento, che include esponenti con idee conservatrici e libertarie. Inizialmente il partito si proponeva come un'alternativa agli elettori delusi dal partito di maggioranza VVD, troppo prono all'UE e favorevole all'immigrazione, e che al contempo vedevano il Partito per la Libertà come troppo estremista, e attirò candidati con un background professionale più che politico. Sebbene il partito non si identifichi come alt-right, alcuni hanno osservato che gode di popolarità proprio in quegli ambienti.

## Struttura

### Leader
- Thierry Baudet (dal 22 settembre 2016)

### Presidente
- Thierry Baudet (22 settembre 2016 – 17 gennaio 2017
- Paul Frentrop (17 gennaio 2017 – 24 novembre 2017; ad interim)
- Thierry Baudet (dal 25 novembre 2017)

### Presidenti dei gruppi parlamentari

#### Tweede Kamer
- Thierry Baudet (dal 23 marzo 2017)

## Risultati elettorali
| Elezione         | Voti    | %    | Seggi   | Posizione   |
| ---------------- | ------- | ---- | ------- | ----------- |
| Legislative 2017 | 187 162 | 1,78 | 2 / 150 | Opposizione |
| Legislative 2021 | 523.083 | 5,02 | 8 / 150 | Opposizione |
| Legislative 2023 | 232.963 | 2.23 | 3 / 150 | Opposizione |

Europee:
| Elezione     | Voti    | %     | Seggi  |
| ------------ | ------- | ----- | ------ |
| Europee 2019 | 602 173 | 10,96 | 3 / 26 |
| Europee 2024 | 155,187 | 2.49  | 0 / 30 |